# Cha In-ha
Đây là một tên người Triều Tiên, họ là Cha.
Cha In Ha (15 tháng 7 năm 1992 – 3 tháng 12 năm 2019) là diễn viên Hàn Quốc được biết đến trong loạt phim The Banker, Clean with Passion for Now, và Love with Flaws. Anh là thành viên của nhóm diễn viên Surprise U.

## Tiểu sử
Cha In-ha tên thật là Lee Jae-ho on ngày 15 tháng 7 năm 1992. Vào năm 2017, anh bắt đầu sự nghiệp diễn xuất và là một trong năm thành viên của nhóm Surprise U. Anh bắt đầu với bộ phim Deep Inside of Me. Anh thủ vai Hwang Jae Min trong phim Clean with Passion for Now. Anh xuất hiện trong bộ phim ngắn You, Deep Inside of Me. Anh còn xuất hiện trong Are You Human? và Temperature of Love. Tại thời điểm anh mất, anh thủ vai Joo Won-seok trong phim Love with Flaws.

### Qua đời
Cha In Ha qua đời vào ngày 3 tháng 12 năm 2019, nguyên nhân vẫn chưa được tiết lộ. Anh được quản lý tìm thấy tại nhà riêng. Công ty quản lý của Cha In-ha, Fantagio, đã khuyên không nên đưa ra "những tin đồn và bài báo thất thiệt" liên quan đến cái chết của anh vì sự tôn trọng đối với gia đình anh, và họ đã cử hành đáng tang bí mật cho anh. Phát ngôn viên cảnh sát đã tuyên bố rằng Cha In-ha ra đi "không có thư tuyệt mệnh", và gia đình đã không tiến hành khám nghiệm tử thi.
The New York Times, The Guardian, và Deadline Hollywood đã so sánh cái chết của anh với Sulli và Goo Hara, cả hai người mất rất trẻ trước 2 tháng khi anh mất. Korea Times cũng báo cáo vấn đề này như sự bắt chước tự sát một cách mù quáng.

## Danh sách phim

### Phim truyền hình
| Năm       | Tiêu đề                    | Vai trò       | Kênh | Tham khảo |
| --------- | -------------------------- | ------------- | ---- | --------- |
| 2017      | Temperature of Love        | Kim Ha-seong  | SBS  | [ 3 ]     |
| 2018      | Queen of Mystery 2         | Dae-yoon      | KBS2 | [ 1 ]     |
| 2018      | Wok of Love                | Bong Chi-soo  | SBS  | [ 3 ]     |
| 2018      | Are You Human?             | Hwang Ji-yong | KBS2 | [ 3 ]     |
| 2018–2019 | Clean with Passion for Now | Hwang Jae-min | JTBC | [ 13 ]    |
| 2019      | The Banker                 | Moon Hong-joo | MBC  | [ 6 ]     |
| 2019      | Love with Flaws            | Joo Won-seok  | MBC  | [ 1 ]     |

## Liên kết
- Cha In-ha trên IMDb